# Argo (musikgrupp)
Argo, bildad 2006 i Thessaloniki, är en grekisk musikgrupp med influenser från både hiphop och pontisk folkmusik.

## Eurovision
Den 9 februari 2016 meddelades det att Argo blivit utvald internt av ERT till att representera Grekland i Eurovision Song Contest 2016 i Stockholm. Gruppens bidrag "Utopian Land" presenterades den 10 mars 2016.
Gruppen framförde bidraget i den första semifinalen i Globen den 10 maj 2016, men låten gick inte vidare till finalen.

## Medlemmar
- Christina Lachana – sång
- Maria Venetikidou – bakgrundssång
- Vladimiros Sofianidis – sång
- Kostas Topouzis – luta
- Ilias Kesidis – bakgrundssång, slagverk
- Alekos Papadopoulos – davul

## Diskografi

### Singlar
- 2016 - "Utopian Land"